# Cristóbal Jorquera
Cristóbal Andrés Jorquera Torres (Santiago, 4 de agosto de 1988) é um futebolista chileno que atua como meia. Atualmente, joga pelo Fatih Karagümrük.

## Títulos
Colo-Colo
- Campeonato Chileno: Apertura 2006
- Campeonato Chileno: Clausura 2006